# З темряви (фільм, 1915)
«З темряви» (англ. Out of the Darkness) — американська драма режисера Джорджа Мелфорда 1915 року, знятий під час загострення страйків робітників у США. Прем'єра фільму відбулася в США 9 вересня 1915. Сценарій до фільму написав Гектор Тернбулл за власним романом «Одкровення».

## Сюжет
Гелен Скотт отримує у спадок від свого батька процвітаючий консервний завод, і залишає всі права на нього за своїм дядьком. Під час плавання яхта Гелен стикається зі шхуною. Капітан шхуни рятує її, але Гелен від удару втратила пам'ять. Бездомна і убога, вона приймає пропозицію від Дженні, дочки капітана, працювати на консервному заводі. Директор заводу, Гарві Брукс, починає за нею доглядати. Гелен ж захищає Брукса від звинувачень робітників у шахрайстві. Робочі влаштували страйк, зв'язали Гарві і підпалили офіс, де він знаходився. Гелен рятує Гарві, а він витягає її з вогню. Раптово до Гелен повертається пам'ять, і вона розповідає Гарві, ким насправді є. Гелен обіцяє поліпшити умови праці робітників.

## У ролях
- Шарлотта Волкер — Гелен Скотт
- Томас Міган — Гарві Брукс
- Марджорі Доу — Дженні Сендс
- Гел Клементс — Джон Скотт
- Том Форман — Том Джеймсон
- Лойола О'Коннор — місіс Сендс